# 직소협동학습

과제분담협동학습 모형에서 전문가 집단으로 학생을 이동시키는 과정의 도식

과제분담협동학습, 과제분담학습모형 또는 직소교실(jigsaw classroom) 모형(model)은 교육학 및 심리학에서 활용하는 집단 협동학습 모형의 대표적인 유형이다.

## 개발
아동이  여러 조각을 협력하여 완성하는 조각 그림 맞추기 퍼즐인 직소 퍼즐(jigsaw puzzle)에서 유래하였다. 이 모형을 개발한 엘리엇 아론슨은 경쟁적인 교실 환경을 협동적인 환경으로 바꾸기 위하여 개발하였다.

## 수업 구성
한 학급의 학생을 5개 내지 6개의 이질적 집단으로 나누고, 교사가 재구성한 학습 주제를 집단 구성원의 수에 맞게 나누어 각 구성원이 하나의 소주제를 분담하게 하고, 각 집단에서 같은 소주제를 담당할 학생들이 별도로 모여 전문가 집단을 형성해 소주제에 대한 내용을 토의·학습한 후 본래 소속집단으로 복귀하여 다른 구성원에게 가르치도록 한다.

## 종류

### 직소1 모형
엘리엇 아론슨에 의해 개발된 학습 모형으로, 극단적인 상호 의존적 환경을 구성한다. 각 학습자는 학습 단원의 일부분만 학습 자료로 제공받지만, 평가는 학습 단원 전체로 받는다. 이에 학습자는 학습 단원 전체를 학습하기 위해 다른 학습자의 도움을 받아야만 한다. 또한 학습자는 자신이 학습한 내용을 동료들에게 정확하고 깊이 있게 전달하여야 하는 책임을 지게 된다. 직소1은 구성원의 적극적 행동이 다른 집단 구성원의 보상을 도와주기 때문에 협동적 역동성이 존재하고, 구성원간의 상호의존성과 협동심을 유발하지만, 학습자가 학습 내용의 전체를 알기 어렵고, 개별적 보상이 이루어지기 때문에 협력이 이루어지지 않을 수 있는 단점이 있다. 이에 직소1 모형을 사용할 때에는 학습자 간의 의사소통 능력을 증진하는 훈련이 선행되어야 한다. 각 단계는 다음과 같다.
- 모집단 형성 및 전문가 학습지 배부
- 전문가 집단 학습
- 모집단 복귀 후 다른 학습자에게 전달
- 전체 학습지 작성 및 정답지 확인
- 개별 평가 및 개별 보상

### 직소2 모형
직소1 모형의 개별 보상을 보완한 모형으로, 직소 1모형과 성취과제분담모형을 결합한 모형이다. 따라서 직소 1모형보다 구성원의 역할과 책무성이 뚜렷해지고, 자신이 맡은 주제에 대하여 전문적으로 학습하여 학습자에게 자신감과 긍지를 심어주고, 개별 학습자나 집단은 자신이 원하거나 좋아하는 주제를 할당받을 수 있어 동기 유발에 효과적이고, 이질적인 소집단 구성으로 인하여 교우관계 증진에 효과적이지만, 학습자 모두가 전체 단원을 학습하기 때문에 상호 의존성이 약화될 수 있고, 학습 후 곧바로 평가가 시작되기 때문에 학습자가 학습 내용을 정리하고 평가에 대비할 시간이 부족하다는 단점이 있다. 각 단계는 다음과 같다.
- 모집단 형성 및 학습 단원 전체 학습
- 개인별 전문 과제 부과
- 전문가 집단 학습
- 모집단 복귀 후 다른 학습자에게 전달
- 정답지 확인
- 개별 평가
- 향상 점수에 따른 소집단 보상

### 직소3 모형
직소3 모형은 협동학습 후 곧바로 평가를 실시하는 직소2 모형에 비하여 일정 기간 동안 평가에 대비할 수 있는 시간을 두도록 하였다. 각 단계는 다음과 같다.
- 모집단 형성 및 개인별 전문 과제 부과
- 전문가 집단 학습
- 모집단 복귀 후 다른 학습자에게 전달
- 평가 유예
- 모집단 내에서 평가 준비
- 개별 평가
- 개별 보상 및 향상점수에 따른 소집단 보상

### 직소4 모형
홀리데이는 직소3 모형에서 학생들이 전문가 집단에서 전문학습을 정확하게 해결하였는지에 대해 확인하지 못한다는 문제점이 발견되었고, 이에 따라 학생들이 학습한 내용의 정확성을 평가하기 위하여 두 가지 유형의 평가를 제공하고, 학습하지 않은 내용에 대한 재교수를 포함한다. 그러나 평가가 많아져 교사와 학습자에게 부담을 준다. 각 단계는 다음과 같다.
- 모집단 형성 및 개인별 전문과제 부과
- 전문가 집단 학습
- 전문과제에 대한 평가
- 모집단 복귀 후 다른 학습자에게 전달
- 전체 학습 과제에 대한 평가
- 개별 평가
- 개별 보상 및 향상점수 및 집단점수에 따른 집단 보상
- 재교수

## 같이 보기
- 러닝 바이 티칭